# Live Shit: Binge & Purge
Live Shit: Binge & Purge és un àlbum de directe realitzat per la banda estatunidenca Metallica, el primer de la seva discografia. Fou publicat el 23 de novembre de 1993 en format de caixa recopilatòria de tres CDs o cintes de casset amb les cançons interpretades a la Ciutat de Mèxic durant la gira Nowhere Eles to Roam Tour, així com tres cintes VHS sobre els concerts realitzats a San Diego dins la gira Wherever We May Roam Tour i a Seattle en la Damaged Justice Tour. A banda del material audiovisual també hi constava material extra com fotografies, correspondència, notes i documents interns manuscrits, targetes i plantilles amb el logo de "Scary Guy" (icona que apareix en la portada de l'àlbum) i una samarreta negra "Metalli'Fukin'ca". La caixa recopilatòria simulava una caixa de transport de material típica que utilitzen les bandes musicals per les gires.
El disc fou certificat amb quinze discs de platí per la RIAA en la categoria de vídeo de llarg format. Anys després fou rellançat substituint les tres cintes VHS per dos DVD i el llibret també estigué disponible en format digital en un DVD-ROM.

## Llista de cançons

### CDs àudio
Enregistrat al Palau dels Esports de Ciutat de Mèxic (Mèxic) els dies 25, 26 i 27 de febrer i 1 i 2 de març del 1993.
| 1.            | «The Ecstasy of Gold/Enter Sandman»                                                                                           | Morricone/Hetfield, Ulrich, Hammett | 7:28  |
| 2.            | «Creeping Death» | Hetfield, Ulrich, Burton, Hammett | 7:28  |
| 3.            | «Harvester of Sorrow» | Hetfield, Ulrich | 7:19  |
| 4.            | «Welcome Home (Sanitarium)»                                                                                                   | Hetfield, Ulrich, Hammett | 6:39  |
| 5.            | «Sad but True» | Hetfield, Ulrich | 6:07  |
| 6.            | «Of Wolf and Man» | Hetfield, Ulrich, Hammett | 6:22  |
| 7.            | «The Unforgiven» | Hetfield, Ulrich, Hammett | 6:48  |
| 8.            | «Justice Medley" - "Eye of the Beholder" - "Blackened" - "The Frayed Ends of Sanity" - "...And Justice for All" - "Blackened» | - Hetfield, Ulrich, Hammett - Hetfield, Ulrich, Newsted - Hetfield, Ulrich, Hammett - Hetfield, Ulrich, Hammett - Hetfield, Ulrich, Newsted | 9:38  |
| 9.            | «Solos» (baix/guitarra) | Hammett, Newsted | 18:49 |
| Durada total: | Durada total: | Durada total: | 76:34 |

| 1.            | «Through the Never»       | Hetfield, Ulrich, Hammett         | 3:47  |
| 2.            | «For Whom the Bell Tolls» | Hetfield, Ulrich, Burton          | 5:48  |
| 3.            | «Fade to Black»           | Hetfield, Ulrich, Burton, Hammett | 7:12  |
| 4.            | «Master of Puppets»       | Hetfield, Ulrich, Burton, Hammett | 4:35  |
| 5.            | «Seek & Destroy»          | Hetfield, Ulrich                  | 18:08 |
| 6.            | «Whiplash»                | Hetfield, Ulrich                  | 5:34  |
| Durada total: | Durada total:             | Durada total:                     | 45:04 |

| 1.            | «Nothing Else Matters»                                                            | Hetfield, Ulrich                                         | 6:22  |
| 2.            | «Wherever I May Roam»                                                             | Hetfield, Ulrich                                         | 6:33  |
| 3.            | «Am I Evil?» (originalment interpretada per Diamond Head)                         | Sean Harris, Tatler                                      | 5:42  |
| 4.            | «Last Caress» (originalment interpretada per The Misfits)                         | Danzig                                                   | 1:25  |
| 5.            | «One»                                                                             | Hetfield, Ulrich                                         | 10:27 |
| 6.            | «So What?/Battery» ("So What?" originalment interpretada per Anti-Nowhere League) | Nick Kulmer, Chris Exall, Clive Blake / Hetfield, Ulrich | 10:05 |
| 7.            | «The Four Horsemen»                                                               | Hetfield, Ulrich, Mustaine                               | 6:08  |
| 8.            | «Motorbreath»                                                                     | Hetfield                                                 | 3:14  |
| 9.            | «Stone Cold Crazy» (originalment interpretada per Queen)                          | Mercury, May, Taylor, Deacon                             | 5:32  |
| Durada total: | Durada total:                                                                     | Durada total:                                            | 55:28 |

### VHS/DVD

#### San Diego
Enregistrat al San Diego Sports Arena de San Diego (Estats Units) els dies 13 i 14 de gener de 1992.
| 1.  | «20 Min. MetalliMovie»                                                                                                 | 19:56 |
| 2.  | «The Ecstasy of Gold/Enter Sandman»                                                                                    | 7:23  |
| 3.  | «Creeping Death» | 7:45  |
| 4.  | «Harvester of Sorrow»                                                                                                  | 6:55  |
| 5.  | «Welcome Home (Sanitarium)»                                                                                            | 6:59  |
| 6.  | «Sad But True» | 6:35  |
| 7.  | «Wherever I May Roam»                                                                                                  | 6:57  |
| 8.  | «Bass solo» (solo de baix elèctric)                                                                                    | 10:48 |
| 9.  | «Through the Never» | 4:29  |
| 10. | «The Unforgiven» | 7:54  |
| 11. | «Justice Medley"» ("Eye of the Beholder"/"Blackened"/"The Frayed Ends of Sanity"/"...And Justice for All"/"Blackened") | 10:16 |
| 12. | «Drum solo and drum battle» (solo de bateria i batalla de bateries amb James Hetfield)                                 | 9:43  |
| 13. | «Guitar solo» (solo de guitarra)                                                                                       | 8:49  |

| 14. | «The Four Horsemen»            | 5:30  |
| 15. | «For Whom the Bell Tolls»      | 5:50  |
| 16. | «Fade to Black»                | 7:19  |
| 17. | «Whiplash»                     | 7:41  |
| 18. | «Master of Puppets»            | 5:28  |
| 19. | «Seek & Destroy»               | 15:44 |
| 20. | «One»                          | 9:46  |
| 21. | «Last Caress»                  | 3:54  |
| 22. | «Am I Evil?»                   | 2:55  |
| 23. | «Battery»                      | 7:27  |
| 24. | «Stone Cold Crazy/End credits» | 13:06 |

#### Seattle
Enregistrat al Seattle Coliseum de Seattle (Estats Units) els dies 29 i 30 d'agost de 1989.
| 1.  | «The Ecstasy of Gold/Blackened»     | 11:43 |
| 2.  | «For Whom the Bell Tolls»           | 5:30  |
| 3.  | «Welcome Home (Sanitarium)»         | 6:27  |
| 4.  | «Harvester of Sorrow»               | 6:28  |
| 5.  | «The Four Horsemen»                 | 5:35  |
| 6.  | «The Thing That Should Not Be»      | 7:14  |
| 7.  | «Bass solo» (solo de baix elèctric) | 7:46  |
| 8.  | «Master of Puppets»                 | 8:46  |
| 9.  | «Fade to Black»                     | 8:10  |
| 10. | «Seek & Destroy»                    | 8:05  |
| 11. | «...And Justice for All»            | 13:33 |
| 12. | «One»                               | 7:48  |
| 13. | «Creeping Death»                    | 7:48  |
| 14. | «Guitar solo» (solo de guitarra)    | 6:34  |
| 15. | «Battery»                           | 9:11  |
| 16. | «Last Caress»                       | 1:54  |
| 17. | «Am I Evil?»                        | 4:06  |
| 18. | «Whiplash»                          | 5:37  |
| 19. | «Breadfan/End credits»              | 8:20  |

## Crèdits
Metallica
- James Hetfield – cantant, guitarra rítmica, veus addicionals
- Kirk Hammett – guitarra solista, veus addicionals
- Jason Newsted – baix, veus addicionals, cantant ocasionalment
- Lars Ulrich – bateria

Producció
- James Hetfield – producció
- Lars Ulrich – producció
- Guy Charbonneau – enginyeria
- Mick Hughes – enginyeria
- James "Jimbo" Barton – mescles
- Kent Matcke – mescles
- Mike Fraser – mescles
- Scott Humphrey – edició digital